# Font de l'Horta (Conques)
La Font de l'Horta és una font del terme municipal d'Isona i Conca Dellà, en territori de la vila de Conques, de l'antic municipi de Conques. Està situada a 549 m d'altitud, a la dreta del barranc de la Boïga i a l'est de la vila de Conques, a menys d'un quilòmetre de distància.